# La Taillée
La Taillée és un municipi francès situat al departament de Vendée i a la regió de País del Loira. L'any 2007 tenia 501 habitants.

## Demografia

### Població
El 2007 la població de fet de La Taillée era de 501 persones. Hi havia 197 famílies de les quals 45 eren unipersonals (16 homes vivint sols i 29 dones vivint soles), 78 parelles sense fills, 62 parelles amb fills i 12 famílies monoparentals amb fills.
La població ha evolucionat segons el següent gràfic:
Habitants censats

### Habitatges
El 2007 hi havia 266 habitatges, 206 eren l'habitatge principal de la família, 51 eren segones residències i 9 estaven desocupats. 261 eren cases i 1 era un apartament. Dels 206 habitatges principals, 175 estaven ocupats pels seus propietaris, 28 estaven llogats i ocupats pels llogaters i 3 estaven cedits a títol gratuït; 3 tenien una cambra, 5 en tenien dues, 24 en tenien tres, 48 en tenien quatre i 126 en tenien cinc o més. 170 habitatges disposaven pel capbaix d'una plaça de pàrquing. A 89 habitatges hi havia un automòbil i a 98 n'hi havia dos o més.

### Piràmide de població
La piràmide de població per edats i sexe el 2009 era:
| Homes | Edats   | Dones |
| ----- | ------- | ----- |
| 0     | 95 o +  | 0     |
| 4     | 90 a 94 | 4     |
| 4     | 85 a 89 | 8     |
| 0     | 80 a 84 | 4     |
| 12    | 75 a 79 | 20    |
| 20    | 70 a 74 | 12    |
| 16    | 65 a 69 | 12    |
| 12    | 60 a 64 | 16    |
| 16    | 55 a 59 | 20    |
| 16    | 50 a 54 | 4     |
| 8     | 45 a 49 | 12    |
| 20    | 40 a 44 | 16    |
| 12    | 35 a 39 | 12    |
| 8     | 30 a 34 | 12    |
| 12    | 25 a 29 | 12    |
| 4     | 20 a 24 | 8     |
| 24    | 15 a 19 | 12    |
| 16    | 10 a 14 | 4     |
| 4     | 5 a 9   | 16    |
| 16    | 0 a 4   | 4     |

## Economia
El 2007 la població en edat de treballar era de 293 persones, 210 eren actives i 83 eren inactives. De les 210 persones actives 185 estaven ocupades (108 homes i 77 dones) i 25 estaven aturades (7 homes i 18 dones). De les 83 persones inactives 38 estaven jubilades, 18 estaven estudiant i 27 estaven classificades com a «altres inactius».

### Ingressos
El 2009 a La Taillée hi havia 213 unitats fiscals que integraven 513,5 persones, la mediana anual d'ingressos fiscals per persona era de 15.704 €.

### Activitats econòmiques
Dels 22 establiments que hi havia el 2007, 1 era d'una empresa alimentària, 2 d'empreses de fabricació d'altres productes industrials, 7 d'empreses de construcció, 4 d'empreses de comerç i reparació d'automòbils, 1 d'una empresa de transport, 1 d'una empresa d'hostatgeria i restauració, 1 d'una empresa immobiliària, 3 d'empreses de serveis i 2 d'empreses classificades com a «altres activitats de serveis».
Dels 9 establiments de servei als particulars que hi havia el 2009, 2 eren paletes, 1 guixaire pintor, 2 fusteries, 1 lampisteria, 1 empresa de construcció, 1 perruqueria i 1 saló de bellesa.
Dels 2 establiments comercials que hi havia el 2009, 1 era una fleca i 1 una botiga d'equipament de la llar.
L'any 2000 a La Taillée hi havia 16 explotacions agrícoles que ocupaven un total de 1.342 hectàrees.

## Equipaments sanitaris i escolars
El 2009 hi havia una escola elemental integrada dins d'un grup escolar amb les comunes properes formant una escola dispersa.

## Poblacions més properes
El següent diagrama mostra les poblacions més properes.